# Kurt Nuspliger

Kurt Nuspliger (1986)

Kurt Nuspliger (* 1949) ist ein Schweizer Rechtswissenschaftler und ehemaliger Staatsschreiber des Kantons Bern. Er hat sich profiliert mit Veröffentlichungen zum Berner Staatsrecht. 

## Lebenslauf
Nuspliger studierte Rechtswissenschaft an der Universität Bern und schloss mit dem Staatsexamen als Fürsprecher und der Promotion ab.
Von 1976 bis 1978 war er Assistent am Seminar für öffentliches Recht an der Universität Bern, von 1978 bis 1982 Juristischer Mitarbeiter des Sekretariates der Bundesversammlung. 1982 trat er die Stellung des Vizestaatsschreibers an. Am 13. Februar 1985 wurde er zum Staatsschreiber des Kantons Bern gewählt. 1991 war Nuspliger Kandidat der SP bei der Wahl des Bundeskanzlers, gewählt wurde jedoch Vizekanzler François Couchepin (FDP). Seit 1994 ist er Honorarprofessor mit einem Lehrauftrag für Staatsrecht an der Universität Bern und seit 2003 Dozent des Kompetenzzentrums für Public Management der Universität Bern. Per Ende Mai 2013 trat er von seinem Amt als Staatsschreiber zurück. Seitdem bietet er mit seiner Firma Nuspliger Consulting Beratungen im öffentlichen Sektor an.
Nuspliger ist verheiratet, hat drei Kinder und wohnt in Bern.

## Mitgliedschaften
- Sozialdemokratische Partei der Schweiz (seit 1974)
- Patronatskomitee der Schweizerischen Gesellschaft für Verwaltungswissenschaften (SGVW)
- Vorstand der Schweizerischen Gesellschaft für Gesetzgebung (SGG)
- internationaler Fachbeirat für das Executive Master of Public Administration des Kompetenzzentrums für Public Management der Universität Bern

Nuspliger hat als Experte die «Europa-Reformen der Kantone» (EuRefKa) beraten.

## Veröffentlichungen
- Mit Jana Mäder: Bernisches Staatsrecht und Grundzüge des Verfassungsrechts der Kantone. Stämpfli, zuletzt 4. Aufl. 2012, ISBN 978-3-7272-1554-4
- Die Staatskanzlei als Verbindungsstelle von Regierung und Parlament. 2000 (PDF, Archiv)